# Ferrari 195 Inter
La Ferrari 195 Inter è un'automobile prodotta dalla casa automobilistica Ferrari nel 1950 e nel 1951.

## Storia
La 195 Inter sostituì il precedente modello 166 Inter nel 1950 quando questo modello raggiunse quasi 40 unità costruite. La differenza sostanziale tra i due modelli risiede nella motorizzazione, che passa da 1.955 cm³ a 2.341,02 cm³. La cilindrata unitaria, passata a dai 166 ai 195 cm³ fu appunto la motivazione del cambio del nome al modello.
Inoltre, il passo della vettura viene allungato e passa da 2420 a 2500 mm. L'aumento di cilindrata è dovuto alla modifica effettuata al precedente motore progettato da Gioachino Colombo, aumentando l'alesaggio da 60 a 65 mm. Questo veicolo fu sostituito l'anno successivo dal modello 212 Inter dopo aver raggiunto le 25 unità.
Come d'abitudine in quel periodo, la vettura veniva messa a disposizione dei vari carrozzieri per l'allestimento: gran parte degli esemplari fu carrozzata da Vignale, Carrozzeria Touring e Ghia ma due esemplari unici vennero preparati anche da carrozzieri svizzeri.